# Prva crnogorska fudbalska liga
La Prva crnogorska fudbalska liga (prima lega calcistica montenegrina), conosciuta anche come Meridianbet 1.CFL per ragioni di sponsorizzazione, è la massima divisione del campionato montenegrino di calcio.
Nasce nel 2006 dopo l'indipendenza del Montenegro ed è organizzata dalla Federazione calcistica del Montenegro. Prima di allora le squadre montenegrine erano inserite nel campionato jugoslavo di calcio.

## Formula
Fino alla stagione 2016-2017 le partecipanti erano 12; queste disputavano un girone andata-ritorno, al termine delle 22 giornate ne disputavano ancora 11 secondo uno schema prefissato (qui sotto riportato) per un totale di 33 giornate.
| Giornate                                                                              | Giornate                               | Giornate                               | Giornate                               | Giornate                               | Giornate                               | Giornate                               | Giornate                               | Giornate                               | Giornate                               | Giornate                               |
| ------------------------------------------------------------------------------------- | -------------------------------------- | -------------------------------------- | -------------------------------------- | -------------------------------------- | -------------------------------------- | -------------------------------------- | -------------------------------------- | -------------------------------------- | -------------------------------------- | -------------------------------------- |
| 23ª                                                                                   | 24ª                                    | 25ª                                    | 26ª                                    | 27ª                                    | 28ª                                    | 29ª                                    | 30ª                                    | 31ª                                    | 32ª                                    | 33ª                                    |
| 1 – 12 2 – 11 3 – 10 4 – 9 5 – 8 6 – 7                                                | 1 – 2 8 – 6 9 – 5 10 – 4 11 – 3 12 – 7 | 2 – 12 3 – 1 4 – 11 5 – 10 6 – 9 7 – 8 | 1 – 4 2 – 3 9 – 7 10 – 6 11 – 5 12 – 8 | 3 – 12 4 – 2 5 – 1 6 – 11 7 – 10 8 – 9 | 1 – 6 2 – 5 3 – 4 10 – 8 11 – 7 12 – 9 | 4 – 12 5 – 3 6 – 2 7 – 1 8 – 11 9 – 10 | 1 – 8 2 – 7 3 – 6 4 – 5 11 – 9 12 – 10 | 5 – 12 6 – 4 7 – 3 8 – 2 9 – 1 10 – 11 | 1 – 10 2 – 9 3 – 8 4 – 7 5 – 6 12 – 11 | 6 – 12 7 – 5 8 – 4 9 – 3 10 – 2 11 – 1 |
| I numeri rappresentano la posizione in classifica delle squadre dopo la 22ª giornata. |                                        |                                        |                                        |                                        |                                        |                                        |                                        |                                        |                                        |                                        |

Dalla stagione 2017-2018 le 10 squadre disputano un doppio girone andata-ritorno per un totale di 36 giornate. La squadra campione del Montenegro viene ammessa al secondo turno di qualificazione della UEFA Champions League, mentre la seconda e la terza classificate sono ammesse al primo turno di qualificazione della UEFA Europa League.
Nella parte bassa della classifica, l'ultima classificata viene retrocessa direttamente in Druga crnogorska liga, mentre penultima e terzultima classificata giocano gli spareggi promozione-retrocessione, rispettivamente contro la terza e la seconda classificata della divisione inferiore.

## Storia
Quando il Montenegro faceva parte della Jugoslavia socialista le squadre locali partecipavano al campionato jugoslavo. Con la dissoluzione della Jugoslavia e la nascita della Repubblica Federale di Jugoslavia nel 1992, le squadre montenegrine e serbe continuarono a giocare in quel campionato, sebbene quest'ultimo si chiamasse ancora prima divisione jugoslava. Nel 2003 la Repubblica Federale di Jugoslavia fu rinominata Serbia e Montenegro e il campionato nazionale cambiò nome in prima divisione serbomontenegrina, comprendente 16 squadre. Dal 2000 al 2006 il campionato montenegrino esisteva come una delle seconde divisioni dello stato. Con la separazione del Montenegro dalla Serbia, nel maggio 2006, è nato il campionato di calcio montenegrino, che è partito nella stagione 2006-2007.
Dal 1946 al 2006 è esistista la Crnogorska republička liga, fino al 2000 il massimo campionato per sole squadre montenegrine.

## Squadre
Stagione 2024-2025.
| Club                   | Città        | Stadio                 |
| ---------------------- | ------------ | ---------------------- |
| Arsenal Tivat          | Teodo        | Stadion u Parku        |
| Bokelj                 | Cattaro      | Stadio Pod Vrmcem      |
| Budućnost              | Podgorica    | Stadio pod Goricom     |
| Dečić                  | Tuzi         | Stadio Tuško Polje     |
| Jedinstvo Bijelo Polje | Bijelo Polje | Stadio Gradski         |
| Jezero                 | Plav         | Stadio Pod Racinom     |
| Mornar                 | Antivari     | Stadio Topolica        |
| Otrant-Olympic         | Dulcigno     | Stadio Olimpico        |
| Petrovac               | Castellastua | Stadio pod Malim brdom |
| Sutjeska               | Nikšić       | Stadio Kraj Bistrice   |

## Partecipazioni per squadra
Sono 23 le squadre ad aver preso parte ai 20 campionati dal 2006-2007 al 2025-2026 (in grassetto):
- 20 volte:  Budućnost,  Petrovac,  Sutjeska
- 18 volte:  Rudar Pljevlja
- 16 volte:  Dečić,  Zeta
- 14 volte:  Grbalj
- 13 volte:  OFK Titograd
- 12 volte:  Mornar
- 11 volte:  Lovćen
- 9 volte:  Mogren
- 8 volte:  Iskra Danilovgrad,  Jedinstvo Bijelo Polje
- 7 volte:  Bokelj,  Jezero
- 6 volte:  Kom
- 4 volte:  Arsenal Tivat,  Berane
- 3 volte:  Podgorica
- 2 volte:  Čelik Nikšić,  Mladost Donja Gorica
- 1 volta:  OFK Bar,  Otrant-Olympic

## Albo d'oro

### 2000-2006
Dal 2000 al 2006 il girone unico montenegrino è stato uno dei gruppi che costituivano la seconda divisione dell'Unione di Serbia e Montenegro.
| Stagione | Torneo                              | Vincitore              | Squadre montenegrine in Prva liga Srbije i Crne Gore |
| -------- | ----------------------------------- | ---------------------- | ---------------------------------------------------- |
| 2000–01  | Druga savezna liga SCG – girone sud | Rudar Pljevlja         | Budućnost, Sutjeska, Zeta                            |
| 2001–02  | Druga savezna liga SCG – girone sud | Mogren                 | Sutjeska, Rudar, Zeta                                |
| 2002–03  | Druga savezna liga SCG – girone sud | Kom                    | Sutjeska, Rudar, Zeta, Mogren                        |
| 2003–04  | Druga savezna liga SCG – girone sud | Budućnost              | Sutjeska, Kom, Zeta                                  |
| 2004–05  | Prva liga CG                        | Jedinstvo Bijelo Polje | Budućnost, Sutjeska, Zeta                            |
| 2005–06  | Prva liga CG                        | Rudar Pljevlja         | Budućnost, Zeta, Jedinstvo BP                        |

### 2006-Oggi
Dal 2006 la Prva liga CG è la massima divisione del Montenegro indipendente.
| Anno             | Vincitore             | Secondo posto  | Terzo posto       | Capocannoniere                                                   |
| ---------------- | --------------------- | -------------- | ----------------- | ---------------------------------------------------------------- |
| 2006-07 dettagli | Zeta (1)              | Budućnost      | Grbalj            | Damir Čakar (Rudar Pljevlja, 16 goal) Žarko Korać (Zeta, 16 gol) |
| 2007-08 dettagli | Budućnost (1)         | Zeta           | Mogren            | Ivan Jablan (Lovćen Cetinje, 7 gol)                              |
| 2008-09 dettagli | Mogren (1)            | Budućnost      | Sutjeska          | Fatos Bećiraj (Budućnost, 18 gol)                                |
| 2009-10 dettagli | Rudar Pljevlja (1)    | Budućnost      | Mogren            | Ivan Bošković (Grbalj, 24 gol)                                   |
| 2010-11 dettagli | Mogren (2)            | Budućnost      | Rudar Pljevlja    | Ivan Vuković (Buducnost, 20 gol)                                 |
| 2011-12 dettagli | Budućnost (2)         | Rudar Pljevlja | Zeta              | Admir Adrović (Buducnost, 22 gol)                                |
| 2012-13 dettagli | Sutjeska (1)          | Budućnost      | Čelik Nikšić      | Admir Adrović (Buducnost, 15 gol)                                |
| 2013-14 dettagli | Sutjeska (2)          | Lovćen         | Čelik Nikšić      | Stefan Mugoša (Mladost, 15 gol)                                  |
| 2014-15 dettagli | Rudar Pljevlja (2)    | Sutjeska       | Budućnost         | Goran Vujović (Sutjeska, 21 gol)                                 |
| 2015-16 dettagli | Mladost Podgorica (1) | Budućnost      | Rudar Pljevlja    | Marko Šćepanović (Mladost, 19 gol)                               |
| 2016-17 dettagli | Budućnost (3)         | Zeta           | Mladost Podgorica | Zoran Petrović (Mladost, 14 gol)                                 |
| 2017-18 dettagli | Sutjeska (3)          | Budućnost      | OFK Titograd      | Igor Ivanović (Sutjeska, 14 gol)                                 |
| 2018-19 dettagli | Sutjeska (4)          | Budućnost      | Zeta              | Nikola Krstović, (Zeta), 17 gol                                  |
| 2019-20 dettagli | Budućnost (4)         | Sutjeska       | Iskra Danilovgrad | Marko Ćetković, (Sutjeska), 10 gol                               |
| 2020-21 dettagli | Budućnost (5)         | Sutjeska       | Dečić             | Božo Marković, (Sutjeska), 16 gol                                |
| 2021-22 dettagli | Sutjeska (5)          | Budućnost      | Dečić             | Adnan Bašić, (Petrovac), 14 gol                                  |
| 2022-23 dettagli | Budućnost (6)         | Sutjeska       | Arsenal Tivat     | Tyrone Conraad, (Sutjeska), 25 gol                               |
| 2023-24 dettagli | Dečić (1)             | Mornar         | Budućnost         | Žarko Korać, (Jedinstvo Bijelo Polje), 16 gol                    |
| 2024-25 dettagli | Budućnost (7)         | Petrovac       | Sutjeska          | Žarko Korać, (Jedinstvo Bijelo Polje), 16 gol                    |

## Statistiche

### Campionati vinti
| Squadra           | Città        | Titoli vinti | Secondi posti | Campionati vinti                                                            |
| ----------------- | ------------ | ------------ | ------------- | --------------------------------------------------------------------------- |
| Budućnost         | Podgorica    | 7            | 9             | 2007-2008, 2011-2012, 2016-2017, 2019-2020, 2020-2021, 2022-2023, 2024-2025 |
| Sutjeska          | Nikšić       | 5            | 4             | 2012-2013, 2013-2014, 2017-2018, 2018-2019, 2021-2022                       |
| Rudar Pljevlja    | Pljevlja     | 2            | 1             | 2009-2010, 2014-2015                                                        |
| Mogren            | Budua        | 2            | 0             | 2008-2009, 2010-2011                                                        |
| Zeta              | Podgorica    | 1            | 2             | 2006-2007                                                                   |
| Mladost Podgorica | Podgorica    | 1            | 0             | 2015-2016                                                                   |
| Dečić             | Tuzi         | 1            | 0             | 2023-2024                                                                   |
| Lovćen            | Cetinje      | 0            | 1             | -                                                                           |
| Mornar            | Antivari     | 0            | 1             | -                                                                           |
| Petrovac          | Castellastua | 0            | 1             | -                                                                           |